# Kerstin Ekman

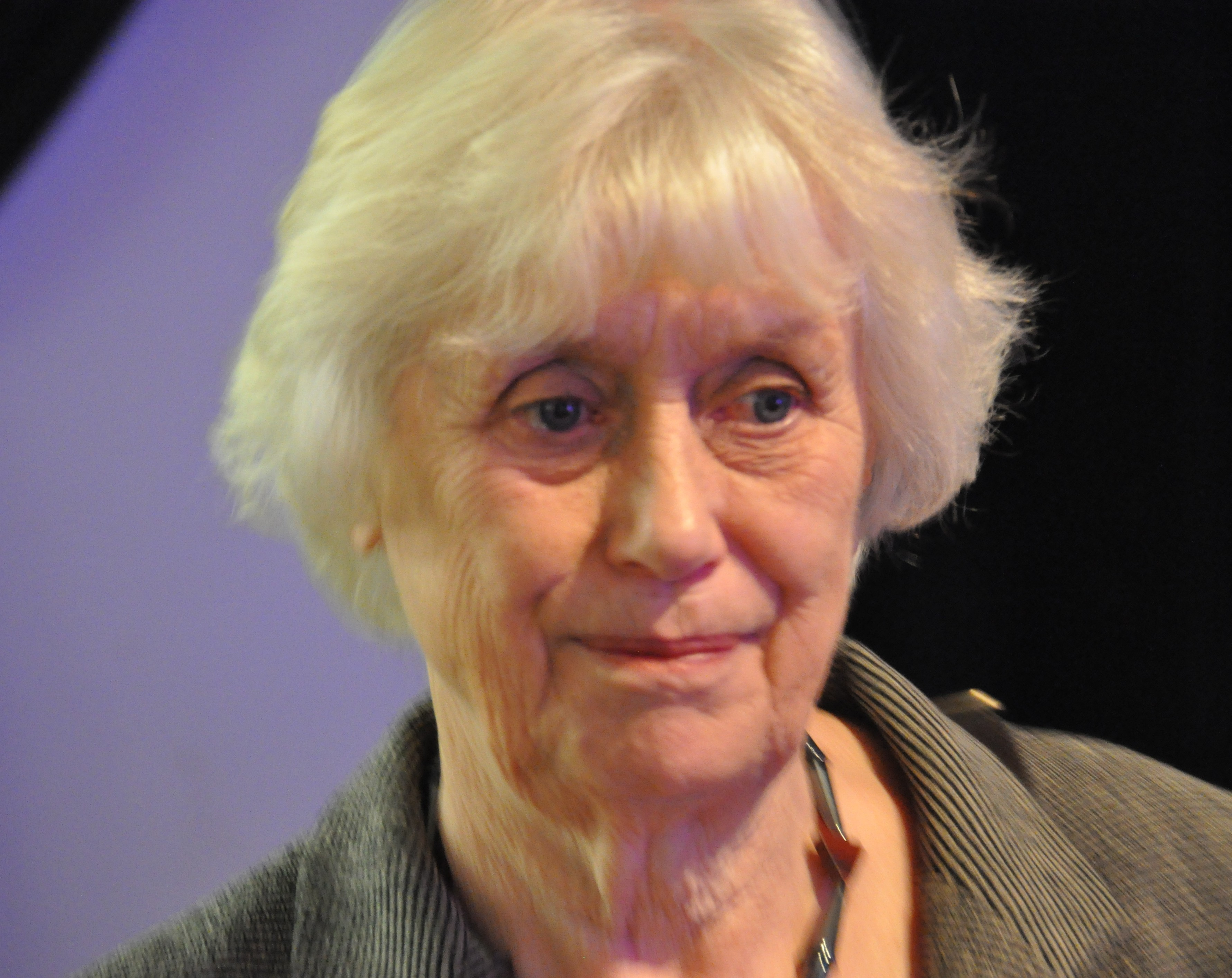
Kerstin Ekman, 2011.

Kerstin Lillemor Hjorth Ekman (Risinge, 27 augustus 1933) is een Zweeds schrijfster.

## Leven en werk
Ekman werd geboren als dochter van een fabrikant en studeerde letteren aan de Universiteit van Uppsala. Eind jaren vijftig werkte ze een poosje bij de film en van 1965 tot 1970 was ze lerares aan een volkshogeschool.
Ekman schreef in de jaren zestig een aantal detectiveverhalen die opvielen door de combinatie met sfeervolle natuurbeschrijvingen en een sterk psychologisch inzicht. Vanaf de jaren zeventig ontwikkelde ze zich tot een van de meest vooraanstaande Zweedse realisten en woordkunstenaars. Spanning blijft echter een belangrijk ingrediënt in haar boeken, die verder worden getypeerd door fantasie en humor. Ook toont ze altijd een grote kennis van zaken van de dingen die ze beschrijft, bijvoorbeeld van beroepen en handvaardigheden.
Als literair schrijfster brak Ekman door met Heksenkringen (1974), over de door de aanleg van een spoorweg veroorzaakte groei van een dorp tot een stad, waarbij de individuele ontwikkeling van drie generaties vrouwen in een typische mannenmaatschappij centraal staat.
Internationaal verwierf Ekman grote bekendheid met haar roman Zwart water (1993). Hierin herkent een vrouw zo'n achttien jaar na een afschuwelijke moord op twee jonge mensen het gezicht van iemand die wellicht de dader was. Hierna volgt de hele historie, gezien vanuit vele personen, die elk op hun eigen manier een tipje van de sluier oplichten. Het boek laat zich op verschillende niveaus lezen: als detective, literair werk en als familieroman. Het karakter van het Zweedse dorp, tegen de grens van Noorwegen, met zijn spanningen tussen Noren, Zweden, Lappen en Finnen, alsook de symboliek van het leven met de natuur en de wisseling van de seizoenen, worden sterk uitgebeeld.
Na het succes van Zwart water verscheen ook veel ander werk van Ekman in het Nederlands.

## Prijzen, onderscheidingen
Het werk van Ekman werd meermaals onderscheiden, onder meer met de Literatuurprijs van de Noordse Raad en Augustprijs (voor Zwart water) en de Selma Lagerlöf-Literatuurprijs. Ekman werd in 1978 gekozen in de Zweedse Academie, maar trad daar in 1989 met een aantal andere schrijvers weer uit naar aanleiding van discussies over de doodsbedreigingen aan het adres van Salman Rushdie. In 1998 ontving ze de Zweedse koninklijke onderscheiding Litteris et Artibus. In 2022 werd De Nios Stora-prijs aan haar toegekend.